# Stanislav Pelc
Stanislav Pelc (Ústí nad Labem, 31 ottobre 1955) è un ex calciatore cecoslovacco.